# Asplenium ultimum
Asplenium ultimum là một loài thực vật có mạch trong họ Aspleniaceae. Loài này được A.R. Sm. mô tả khoa học đầu tiên năm 2004.